# Bunga Hitam
Bunga Hitam (dt. schwarze Blume) ist eine indonesische Punkband, die sich im Jahr 2001 aus Mitgliedern bereits bestehender Gruppen (The Idiots, 1991) der ersten Punk-Generation Jakartas formierte.

## Geschichte
Auslöser für die Gründung der Band sowie Inspiration für ihre Texte waren Probleme innerhalb der Punk-Gemeinschaft Jakartas. Der schwindende Zusammenhalt des Undergrounds war vor allem auf die beginnende kommerzielle Marktdurchdringung („Sellout“) zurückzuführen, dem Bunga Hitam seither eine strikte D.I.Y.-Ethik entgegensetzt. Ihre Alben werden im Eigenvertrieb und ausschließlich auf Kassetten in kleinen Auflagen veröffentlicht. Auf digitalen Musikplattformen und sozialen Medien bestehen keine offiziellen Accounts der Band.
Musikalisch widersetzte sich die Bunga Hitam dem damaligen Trend des Underground-Musikgenres, das zu dieser Zeit von Hardcore Punk und Crust Punk dominiert wurde. Sie waren der Meinung, dass die beiden Genres der Punkmusik kein Medium sein konnten, um die Botschaften in den Texten ihrer Lieder besser vermitteln zu können. Inhaltlich wurde der Umstand, dass die Texte bis zu dieser Zeit meist auf Englisch gesungen wurde, zum Grund dafür, dass indonesische Texte verwendet wurden.
Die Band ist in Indonesien vor allem für ihre Songtexte, die sich gegen Unterdrückung und Autoritäten richten, bekannt. Dazu zählen etwa die Lieder Setara (dt. „Gleichheit“), Negaraku Penjaraku (dt. „Mein Staat, mein Gefängnis“), sowie für das Lied Lintas Agama, welches für die Übereinkunft der verschiedenen Religionen Indonesiens eintritt.
Bunga Hitam spielte 2010 und 2014 diverse Konzerte auf der indonesischen Hauptinsel Java, zusammen mit der deutschen Punkband Narcolaptic aus Hamburg.